# Comuna de Zebrzydowice
Zebrzydowice (polaco: Gmina Zebrzydowice) é uma gminy (comuna) na Polónia, na voivodia de Santa Cruz e no condado de Cieszyński. A sede do condado é a cidade de 1999.
De acordo com os censos de 2004, a comuna tem 12 384 habitantes, com uma densidade 297,1 hab/km².

## Área
Estende-se por uma área de 41,68 km², incluindo:
- área agricola: 59%
- área florestal: 22%

## Demografia
Dados de 30 de Junho 2004:
|                      | Total   | Total | Mulheres | Mulheres | Homens  | Homens |
| -------------------- | ------- | ----- | -------- | -------- | ------- | ------ |
|                      | pessoas | %     | pessoas  | %        | pessoas | %      |
| População            | 12 384  | 100   | 6331     | 51,1     | 6053    | 48,9   |
| Densidade (pop./km²) | 297,1   | 100   | 151,9    | 151,9    | 145,2   | 145,2  |

De acordo com dados de 2002, o rendimento médio per capita ascendia a 1299,82 zł.

## Comunas vizinhas
- Hażlach, Jastrzębie-Zdrój, Pawłowice, Strumień.